# 爱情回来了
《爱情回来了》是一部2014年首播的中国大陆都市偶像剧，本剧与其姐妹篇《夏家三千金》、《爱情睡醒了》均由辛迪加影视公司制作，合称“爱情三部曲系列”，2014年5月殺青。2014年7月21日在安徽卫视、黑龙江卫视、陕西卫视和广东卫视播出。

## 播出時間

### 首播
| 頻道                                  | 所在地   | 播映日期      | 播出時間      | 備註                                 |
| ------------------------------------- | -------- | ------------- | ------------- | ------------------------------------ |
| 安徽衛視/黑龙江卫视 陕西卫视/广东卫视 | 中国大陆 | 2014年7月21日 | 每天19:31播出 | 星期一到五 連播三集 星期六日連播兩集 |

## 故事內容
讲述新时代男女，恐婚、晚婚、晚育問題的故事。

## 演員列表

### 主要演員
| 演員   | 角色     | 介紹 |
| 戚薇   | 明亮     | 30岁，G&K广告公司创意总监 角色标签：巨人女、爆冲女王、行动派、急惊风 代号“巨人女”。性格直率火爆，是非分明；个性坚强，讨厌矫揉造作；事业上全力以赴，力争做到最好；爱情上自认不需要依赖男人，不想沦为男人的附属品；她认为女人的幸福要靠自己打造，结婚只会让女人减分，对待情人的态度也是招之则来，挥之则去，堪称是女汉子中的“战斗机”。                                                            |
| 陈赫   | 高见     | 32岁，G&K广告公司业务总监 角色标签：点心男、花花公子、承诺恐惧症、坏男人代表 代号“点心男”。个性霸道，唯我独尊，能言善道习惯掩饰自己的真心。他相信如果爱情是点心，婚姻是正餐，那他宁可当个点心男，只吃点心，不要正餐。患有“承诺恐惧症”的他坚信男人只要一承诺就完了，会一辈子失去自由，被关进婚姻的牢笼。痞子的外表下还有一颗温柔体贴的心，会用自己的方式关爱身边的人。                          |
| 乔任梁 | 承磊     | 31岁，创作歌手 角色标签：前菜男、热血男、屌丝男、理想派、艺术家性格 代号“前菜男”。天生理想派，正直善良，不擅长功利和算计，乐于助人。怀抱着音乐梦想的他却在现实面前摔得头破血流，最惨的时候甚至连房租都付不上。他虽对感情忠诚，但渴望又害怕结婚，担心自己无法承诺恋人幸福的未来。因为条件太差，承磊被女朋友当做婚前的前菜，觉得跟他谈谈恋爱就好，绝对不能嫁，甚至还被当做“备胎”。               |
| 姜妍   | 于小诺   | 30岁，红月传媒集团资深编辑 角色标签：拔河女、小精明、实际派、务实主意者 代号“拔河女”(顾名思义就是经常在选择面包还是选择爱情的问题上摇摆踌躇)。做事谨慎，办事靠谱，心思缜密，尊崇务实主义。爱情上有稳定交往对象却不想嫁，只因不想放弃寻找条件更优的理想男；事业上希望摆脱枯燥无意义的工作，努力提升自我，寻求突破；对未来的人生有着清晰的规划，可现实却往往不按照她所计划的轨道前行。           |
| 毛晓彤 | 包念念   | 30岁，不断变换工作的明珠女 角色标签：明珠女、傻大姐、娇娇女、感觉派、公主病 代号“明珠女”。包念念是一个长不大的萌系少女，优越的家庭环境造就她与生俱来的娇娇女气质。虽然已年过30，但却依然喜欢可爱卷发加甜美小洋装，性格上也摆脱不掉单纯天真、任性娇气的特点，常常被人称为“无脑公主”。在面对爱情时，她更是秉承着“不恋爱会死星人”的态度，享受被人捧在手心的感觉，但却害怕结婚，希望永远做小公主。 |
| 王传君 | 方思齐   | 30岁，兽医、博士 角色标签：理科男、数字狂、IT男、冷知识专家、木頭人 代号“标配男”。自信自大的高知识分子，认为人都该结婚，婚姻是人类文明的表征。方思齐理科男的学历背景造就了他单细胞的思维，过度冷静理智，凡事只用数字量化分析，不相信感觉。他还认为谈恋爱太麻烦，结婚才是男人的标准配备，所以被定为“标配男”。                                                                                   |
| 高宏亮 | 方思齐父 | 方思齐的爸爸 |
| 吴建飞 | 齐威     | 包念念同事 |
| 刘晓虎 | 姜宇凡   | |
| 恬妞   | 明彩凤   | 明亮妈妈 |
| 岳跃利 | 包德华   | 包念念爸爸 |
| 贾妮   | 朱满意   | 包念念妈妈 |
| 黄白露 | 于小兰   | 于小诺姐姐 |
| 钟楚曦 | 杜佳佳   | 于小诺同事，暗恋承磊 |
| 王希维 | Fiona    | 于小诺死对头，出版社编辑 |
| 易易紫 | Stanley  | |

## 電視劇歌曲
| 曲別   | 歌名               | 演唱者    | 作詞            | 作曲   |
| 主題曲 | 愛情回來了         | 曹軒賓    |                 |        |
| 插曲   | 怎樣說清此刻的心情 | BY2       | 郭德紫毅/韓佳霖 | 艾麗雅 |
| 插曲   | 如果時間有回音     | 沈依莎    | 張暢            | 金勍範 |
| 片尾曲 | 你是對的人         | 戚薇/俊昊 |                 |        |

背景音樂亦有沿用《來自星星的你》背景音樂作為此劇背景音樂

## 收視率
由csm數據參考而來，收視率包括全天收視指數和市場(收視)份額參數
| 平台       | 平均收视率 | 平均收视份额 |
| 安徽卫视   | 0.534      | 1.543        |
| 黑龙江卫视 | 0.517      | 1.493        |
| 广东卫视   | 0.378      | 1.094        |
| 陕西卫视   | 0.141      | 0.407        |

## 外部連結
- 《愛情回來了》的新浪微博
- 《愛情回來了》安徽卫视专题
- 《愛情回來了》观剧报告 网易娱乐中心 （页面存档备份，存于）